# Karel Trapl

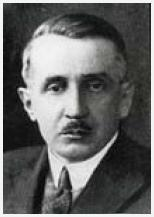
Karel Trapl

Karel Trapl (* 31. August 1881 in Chrudim; † 7. April 1940 in Prag) war ein tschechoslowakischer Volkswirtschaftler, Jurist, Politiker und Finanzminister.

## Leben
Trapl besuchte ein Gymnasium in Prag, wo er anschließend Jura studierte. Nach einer kurzen Beschäftigung als Anwalt und beim Landesgericht in Prag nahm er eine Stelle als Jurist beim Postdirektorium in Prag an. Dort wurde Trapl 1919 der stellvertretende Präsident, ab 1926 Präsident des Postscheckamtes; nach dessen Umwandlung in eine Postsparkasse wurde er 1930 deren erster Gouverneur. Daneben hatte er verschiedene Funktionen in einigen Börsen- und Bankinstituten.
Karel Trapl wurde nach 1931 mehrmals als Minister in verschiedene Regierungen berufen:
- 16. April 1931 bis 29. Oktober 1932: Finanzminister in der Regierung František Udržal II (wo er Karel Engliš ersetzte)
- 29. Oktober 1932 bis 14. Februar 1934: Finanzminister in der Regierung Jan Malypetr I
- 14. Februar 1934 bis 4. Juni 1935: Finanzminister in der Regierung Jan Malypetr II
- 4. Juni 1935 bis 5. November 1935: Finanzminister in der Regierung Jan Malypetr III
- 5. November 1935 bis 18. Dezember 1935: Finanzminister in der Regierung Milan Hodža I
- 18. Dezember 1935 bis 17. März 1936: Finanzminister in der Regierung Milan Hodža II (Rücktritt aus gesundheitlichen Gründen[2])

Nach seinem Rücktritt nahm er seine frühere Tätigkeit als Gouverneur der Postsparkasse wieder auf.